# Breathe (film, 2017)
Breathe är en brittisk-amerikansk biografisk dramafilm från 2017 i regi av Andy Serkis. I huvudrollerna ses Andrew Garfield, Claire Foy, Hugh Bonneville, Tom Hollander, Ed Speleers och Dean-Charles Chapman. Filmen berättar historien om Robin Cavendish, som blev förlamad från halsen och ner av polio vid 28 års ålder, och hans familjs trotsiga och affirmativa kamp för att fortsätta med att göra det mesta av livet, mot alla odds.

## Rollista i urval
- Andrew Garfield - Robin Cavendish
- Claire Foy - Diana Cavendish
- Dean-Charles Chapman - Jonathan Cavendish, Robin & Dianas son
- Tom Hollander - Bloggs & David Blacker, Dianas tvillingbröder
- Hugh Bonneville - Teddy Hall, uppfinnare och professor
- Ben Lloyd-Hughes - Dr. Don McQueen
- Ed Speleers - Colin Campbell
- Steven O'Donnell - Harry Tennyson
- Miranda Raison - Mary Dawnay
- Stephen Mangan - Dr. Clement Aitken
- Jonathan Hyde - Dr. Entwistle
- Amit Shah - Dr. Khan
- Penny Downie - Tid
- Diana Rigg - Lady Neville